# Quái thú Gévaudan

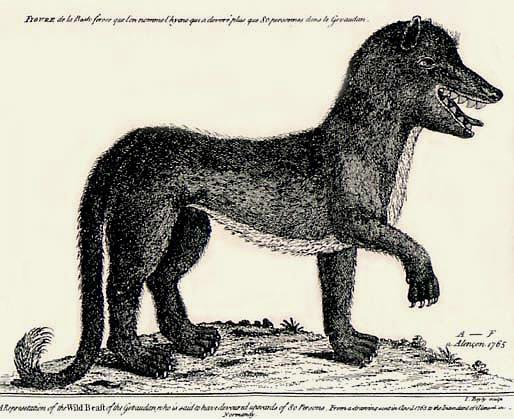
Mô tả về quái thú Gauvedan

Quái thú Gauvedan (tiếng Pháp: La Bête du Gévaudan; IPA: [la bɛt dy ʒevɔdɑ̃], tiếng Occitan: La Bèstia de Gavaudan) là một sinh vật kỳ dị, có hình dáng giống sói và chuyên ăn thịt người tại vùng Gauvedan của nước Pháp vào thế kỷ 18. Đây là một truyền thuyết của người dân địa phương thêu dệt nên một sinh vật bí hiểm được cho là đã tồn tại.
Từ năm 1764-1767 là thời kỳ rộ lên những vụ quái thú Gevaudan tấn công loài người. Số người thiệt mạng vì những vụ tấn công này lên đến hơn 200 người. Bí ẩn này đã được đề cập đến nhiều lần các bộ phim và kịch, nổi tiếng nhất là bộ phim Anh em của sói (Le Pacte des loups) năm 2001.

## Mô tả

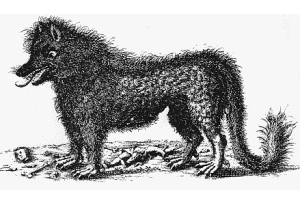
Mô tả về quái thú Gauvedan

Trong truyền thuyết, quái thú Gevaudan là một loài sói chuyên ăn thịt người hay là một sinh vật lai giữa chó sói và chó nhà. Gevaudan có răng rất to và đuôi dài hơn đuôi chó sói thường rất nhiều. Một số khác cho rằng quái thú Gévaudan là ma quỷ siêu nhiên chuyên săn người. Theo mô tả thì nó không hẳn là một con sói. Nó có kích thước cỡ con bê một tuổi, bụng trắng, phần còn lại màu hung, trên lưng có một vạch đen, dường như nó không sợ súng đạn.

## Truyền thuyết và các vụ việc

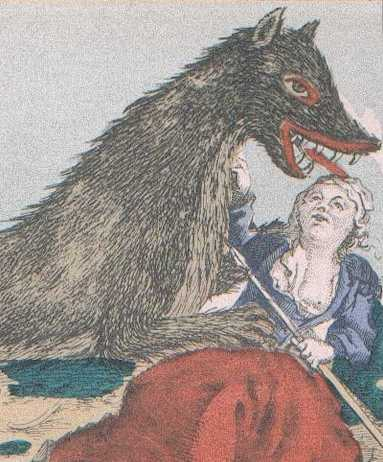
Quái thú đang tấn công phụ nữ

Trong suốt những năm 70, 80 của thế kỷ XVIII, ở nước Pháp người ta truyền tai nhau câu chuyện về một con quái vật bí ẩn trong khu rừng Gévaudan thuộc miền Trung nước Pháp. Con quái thú ấy đã gieo rắc nỗi kinh hoàng cho các nông dân tại đây, nó đã xé xác gần 200 mạng người chỉ trong vòng 3 năm.
Vào thời điểm tháng 6 năm 1764 tại miền Trung nước Pháp bỗng thấy xuất hiện những vụ mất tích bí hiểm. 
- Đầu tiên là một cô gái chăn bò 14 tuổi. Người ta nhanh chóng tìm ra thi thể đã bị xé nát và ăn mất một phần của cô.
- Vài tuần sau, cách đấy khoảng 10 km lại có hai đứa trẻ khác mất tích bi thảm như thế.

Ban đầu, người ta nghi ngờ rằng rất có thể những người xấu số kia đã bị chó sói tấn công. 
- Đầu tháng 9 năm ấy, thêm một thanh niên chăn cừu bị cắn đứt cổ
- Vài ngày sau lại đến một cô gái. Cô ra vườn hái rau vào lúc chập tối và sau đó người ta phát hiện thân thể cô bị xé toác nằm trong vũng máu.

Người ta phái đến một đại đội binh lính với nhiệm vụ giải thoát vùng Gévaudan khỏi nỗi kinh hoàng bởi quái thú. Suốt 3 tháng ròng, đại đội binh lính hoài công lùng sục.
Đến một ngày tháng 12, một con thú bỗng phóng ra từ bụi cây, lao vào đội quân săn lùng. Nó đứng bằng hai chân sau ngay trước mặt viên đại úy, nhìn chừng chừng vào viên đại úy chỉ huy đội quân trong một thoáng rồi phóng đi mất trước khi anh ta kịp hoàn hồn và rút súng.
Cả nước Pháp đều run sợ trước thành tích của con thú. Vua Louis XV cũng thường xuyên được báo cáo về nó. Đến cuối tháng 3 năm 1765, tay săn chó sói nổi tiếng nhất nước là Martin Denneval được phái đến Gévaudan. Sau thời gian săn lùng, ông này thừa nhận rằng đây không phải là một con sói mà là con thú kỳ quái rất hung dữ, xảo quyệt. 
- Người ta đã tìm thấy xác một cô gái trong tình trạng cô ta bị ăn mất ruột nhưng tựa như toàn bộ quần áo đã được mặc lại nghiêm chỉnh sau khi chết. Nhiều cái xác khác thì bị đứt đầu theo một cách y hệt nhau.

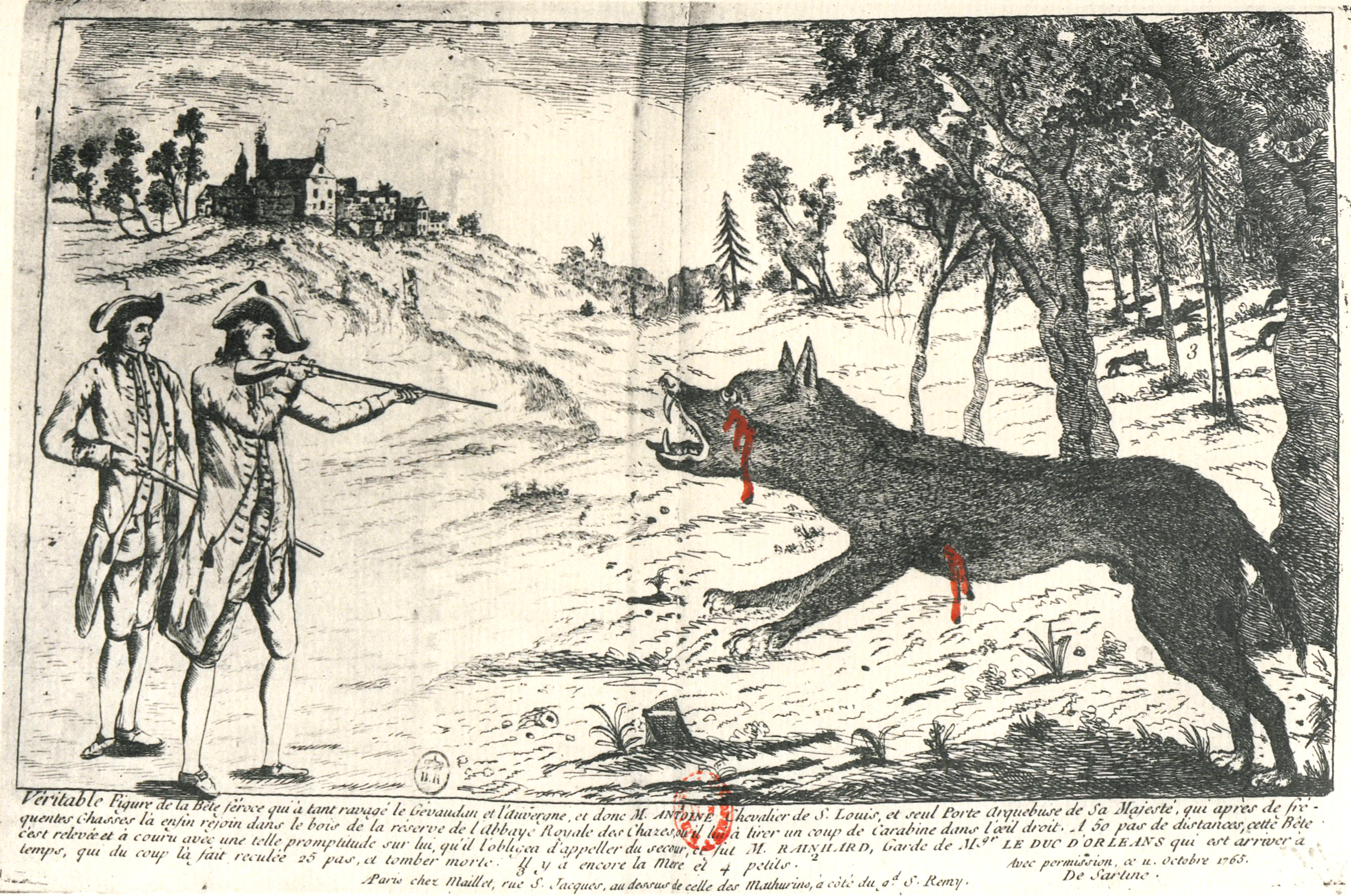
Mô tả cảnh Antoine bắn hạ quái thú

Những cái chết ngày càng nhiều thêm khiến vua Louis XV tiếp tục phái trung úy Antoine de Beauterne đi trừ khử mối nguy hại. Sau gần 4 tháng, ngày 20 tháng 9 năm 1765, có tin rằng Antoine đã giết được quái thú. 
- Tuy nhiên từ đầu tháng 3 đến giữa tháng 5 năm 1767 đã có thêm 15 nạn nhân mới bị con thú xé xác.

Sau này có ông nông dân tên là Jean Chastel đề nghị được tham gia vào việc săn lùng và quả quyết rằng chính ông sẽ hạ được con thú. Sau đó chính ông này đã bắn hạ được con thú. Tuy nhiên vẫn còn nhiều nghị hoặc về lý giải được những biểu hiện kỳ lạ của con vật, từ cách nó tấn công người đến cách nó ăn thịt rồi mặc quần áo lại cho nạn nhân và cả cái cách nó đứng dậy sau các phát đạn như không hề hấn gì...

## Ý kiến

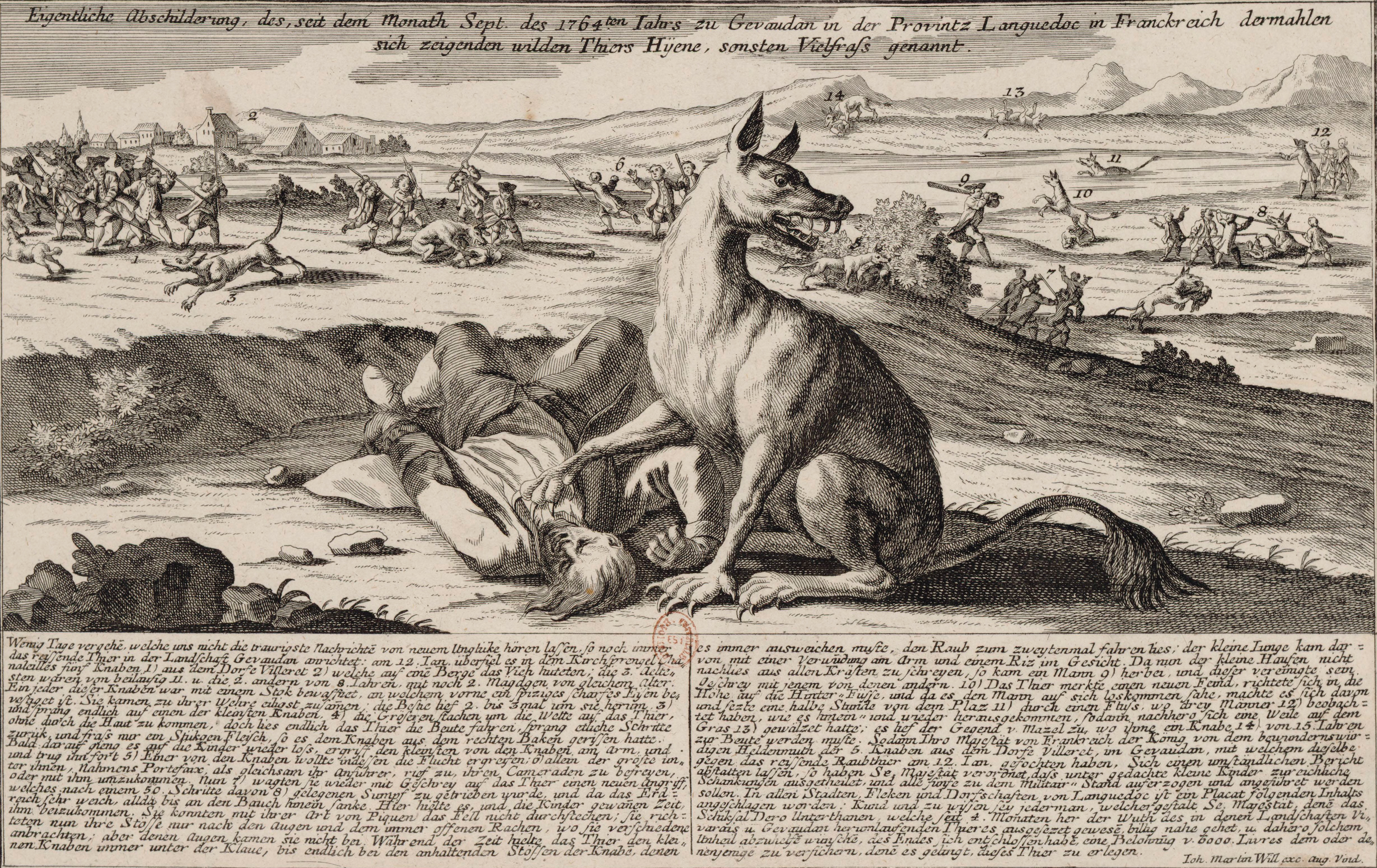
Theo Michel Louis thì quái thú Gauvedan chỉ là một con chó lai sói

Nhà động vật học Michel Louis người Pháp đã mở một cuộc điều tra, ông tìm đọc các tài liệu lịch sử có ghi chép về con thú và những cuộc mất tích đã xảy ra hồi thế kỷ 18. Ông đi đến kết luận rằng quả thật đã có một con thú kỳ lạ hồi đó và khẳng định: Con thú rõ ràng là đã được huấn luyện để tấn công con người và chỉ con người. Do vậy nó không thể là một con sói, vì loài này rất nhút nhát, dễ kích động nên khó huấn luyện. Có lẽ đó là một con vật được lai tạo giữa sói và chó nhà. Ông cũng lưu ý đến gia đình nhà Jean Chastel, bởi người này đã giết được con thú một cách rất dễ dàng nên có thể Jean Chastel và con thú rất quen thuộc nhau.
Và Theo Michel Louis thì Jean Chastel chính là một kẻ bệnh hoạn, điên khùng, hung bạo, có máu giết người hàng loạt. Ông ta đã dạy cách tấn công con người cho một con chó to lớn và khôn ngoan. Thỉnh thoảng ông ta dẫn con vật đi theo để thực hiện các vụ sát hại đẫm máu. Nhằm bảo vệ cho con vật, Jean Chastel còn trang bị cho nó một tấm áo giáp bằng da lợn lòi vì thế nó có sọc đen trên lưng và không bị giết vì đạn bắn.